# Хаке, Юле
Юле Хаке (нем. Jule Hake; род. 24 сентября 1999, Ольфен, Северный Рейн-Вестфалия) — немецкая гребчиха на байдарках, двукратный призёр летних Олимпийских игр 2024 года, призёр чемпионатов мира и Европы, серебряный призёр III Европейских игр. Участница летних Олимпийских игр 2020 и 2024 годов.

## Биография
Юле Хаке родилась 24 сентября 1999 года в Ольфене в Германии.

## Карьера
На летних Олимпийских играх в Токио в 2021 году, немецкая байдарочница приняла участие в заездах на байдарках-одиночках на дистанции 500 метров, став восемнадцатой.
На чемпионате Европы 2022 года в Мюнхене в байдарках-двойках немецкая спортсменка завоевала две бронзовые медали на дистанциях 200 и 500 метров. Через несколько месяцев на чемпионате мира по гребле на байдарках и каноэ 2022 года в Канаде Юле завоевала три медали: две серебряные и одну бронзовую.
В 2023 году на III Европейских играх в Кракове в байдарках-четвёрках на дистанции 500 метров стала серебряным призёром в составе немецкой команды.
На летних Олимпийских играх 2024 года в Париже немецкая спортсменка завоевала серебряную олимпийскую медаль в байдарках-четвёрках на дистанции 500 метров и бронзовую медаль на дистанции 500 метров в байдарках-двойках.